# Kiara Ortega (football)
Pour les articles homonymes, voir Ortega.
Kiara Ortega, de son nom complet Kiara Nicolle Ortega Díaz, née le 13 février 1992 à Lima au Pérou, est une footballeuse péruvienne. Elle joue au poste de défenseur.

## Biographie

### Carrière en club
Capitaine du Sporting Cristal, Kiara Ortega y joue depuis 2014. En 2021, elle signe pour le Llaneros FC en Colombie.

### Carrière en équipe nationale
Présente dans les équipes féminines de jeunes depuis 2008, elle fait ses débuts en équipe du Pérou le 29 juin 2019, à l'occasion d'un match amical face à la Bolivie (victoire 4-0). Convoquée aux Jeux panaméricains 2019, organisés à Lima, elle reste sur le banc tout au long de la compétition.